# Liste der Gouverneure von New York

Gouverneursflagge

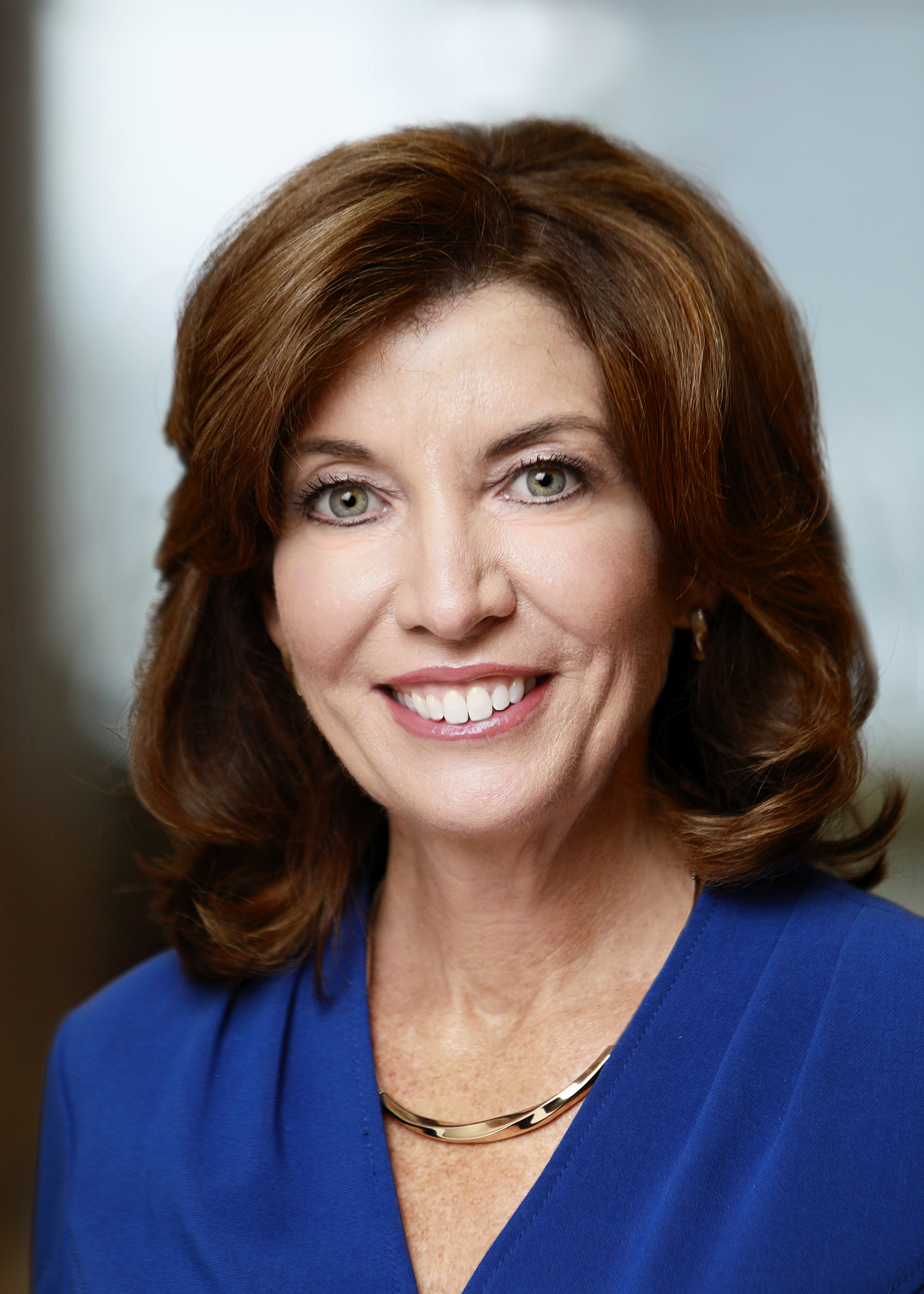
Kathy Hochul, die derzeitige Gouverneurin von New York

Der Gouverneur von New York ist der höchste Amtsinhaber im US-Bundesstaat New York. Das Amt besteht seit Inkrafttreten der ersten Verfassung New Yorks im Jahr 1777.
| Name                       | Amtszeit  | Partei                        |
| -------------------------- | --------- | ----------------------------- |
| George Clinton             | 1777–1795 | ab 1789 Democratic Republican |
| John Jay                   | 1795–1801 | Föderalist                    |
| George Clinton             | 1801–1804 | Democratic Republican         |
| Morgan Lewis               | 1804–1807 | Democratic Republican         |
| Daniel D. Tompkins         | 1807–1817 | Democratic Republican         |
| John Tayler                | 1817      | Democratic Republican         |
| DeWitt Clinton             | 1817–1822 | Democratic Republican         |
| Joseph Christopher Yates   | 1823–1824 | Democratic Republican         |
| DeWitt Clinton             | 1825–1828 | Democratic Republican         |
| Nathaniel Pitcher          | 1828      | Democratic Republican         |
| Martin Van Buren           | 1829      | Demokrat                      |
| Enos Thompson Throop       | 1829–1832 | Demokrat                      |
| William Learned Marcy      | 1833–1838 | Demokrat                      |
| William Henry Seward       | 1839–1842 | Whig                          |
| William Christian Bouck    | 1843–1844 | Demokrat                      |
| Silas Wright               | 1845–1846 | Demokrat                      |
| John Young                 | 1847–1848 | Whig                          |
| Hamilton Fish              | 1849–1850 | Whig                          |
| Washington Hunt            | 1851–1852 | Whig                          |
| Horatio Seymour            | 1853–1854 | Demokrat                      |
| Myron Holley Clark         | 1855–1856 | Whig                          |
| John Alsop King            | 1857–1858 | Republikaner                  |
| Edwin Denison Morgan       | 1859–1862 | Republikaner                  |
| Horatio Seymour            | 1863–1864 | Demokrat                      |
| Reuben Eaton Fenton        | 1865–1868 | Republikaner                  |
| John Thompson Hoffman      | 1869–1872 | Demokrat                      |
| John Adams Dix             | 1873–1874 | Republikaner                  |
| Samuel Jones Tilden        | 1875–1876 | Demokrat                      |
| Lucius Robinson            | 1877–1879 | Demokrat                      |
| Alonzo Barton Cornell      | 1880–1882 | Republikaner                  |
| Stephen Grover Cleveland   | 1883–1885 | Demokrat                      |
| David Bennett Hill         | 1885–1891 | Demokrat                      |
| Roswell Pettibone Flower   | 1892–1894 | Demokrat                      |
| Levi Parsons Morton        | 1895–1896 | Republikaner                  |
| Frank Swett Black          | 1897–1898 | Republikaner                  |
| Theodore Roosevelt         | 1899–1900 | Republikaner                  |
| Benjamin Barker Odell      | 1901–1904 | Republikaner                  |
| Frank Wayland Higgins      | 1905–1906 | Republikaner                  |
| Charles Evans Hughes       | 1907–1910 | Republikaner                  |
| Horace White               | 1910      | Republikaner                  |
| John Alden Dix             | 1911–1912 | Demokrat                      |
| William Sulzer             | 1913      | Demokrat                      |
| Martin Henry Glynn         | 1913–1914 | Demokrat                      |
| Charles Seymour Whitman    | 1915–1918 | Republikaner                  |
| Alfred Emanuel Smith       | 1919–1920 | Demokrat                      |
| Nathan Lewis Miller        | 1921–1922 | Republikaner                  |
| Alfred Emanuel Smith       | 1923–1928 | Demokrat                      |
| Franklin Delano Roosevelt  | 1929–1932 | Demokrat                      |
| Herbert Henry Lehman       | 1933–1942 | Demokrat                      |
| Charles Poletti            | 1942      | Demokrat                      |
| Thomas Edmund Dewey        | 1943–1954 | Republikaner                  |
| William Averell Harriman   | 1955–1958 | Demokrat                      |
| Nelson Aldrich Rockefeller | 1959–1973 | Republikaner                  |
| Charles Malcolm Wilson     | 1973–1974 | Republikaner                  |
| Hugh Leo Carey             | 1975–1982 | Demokrat                      |
| Mario Matthew Cuomo        | 1983–1994 | Demokrat                      |
| George Elmer Pataki        | 1995–2006 | Republikaner                  |
| Eliot Laurence Spitzer     | 2007–2008 | Demokrat                      |
| David Alexander Paterson   | 2008–2010 | Demokrat                      |
| Andrew Mark Cuomo          | 2011–2021 | Demokrat                      |
| Kathleen Courtney Hochul   | 2021–     | Demokrat                      |